# Szwedzka Królewska Akademia Sztuki
Szwedzka Królewska Akademia Sztuki (szw. Kungliga Akademien för de fria konsterna lub Konstakademien) – akademia założona w 1773 przez króla Gustawa III, jedna z Królewskich Akademii w Szwecji. 
Akademia jest niezależną organizacją, która służy promowaniu malarstwa, rzeźbiarstwa, architektury i innych sztuk plastycznych. Obecnie szkoła sztuk pięknych, niegdyś nieodłączny element Uniwersyteckiego Królewskiego Kolegium Sztuk Pięknych. W 1978 akademia uzależniła się jako niezależna jednostka bezpośrednio nadzorowana przez ministerstwo edukacji.
W 1849 roku do Akademii po raz pierwszy przyjęto kobiety, były to:  Amalia Lindegren, Lea Ahlborn, Agnes Börjesson oraz Jeanette Möller. W 1864 roku powstaje oddzielny Wydział dla kobiet (szw. Fruntimmersavdelningen), który funkcjonował do 1925 roku, kiedy zezwolono kobietom na studia razem z mężczyznami. 

## Budynek
Budynek narożny między Fredsgatan a Jakobsgatan zaprojektował Nicodemus Tessin Starszy na początku lat 70. XVIII wieku. Gmach wielokrotnie przebudowywano, po raz ostatni w 1897 roku według projektów Erika Lallerstedta.